# Aonidiella taorensis
Aonidiella taorensis är en insektsart som först beskrevs av Karl Hermann Leonhard Lindinger 1911.  Aonidiella taorensis ingår i släktet Aonidiella och familjen pansarsköldlöss. Inga underarter finns listade i Catalogue of Life.